# Intel Architecture Labs
Intel Architecture Labs, também conhecido como IAL, foi a divisão de pesquisa e desenvolvimento da Intel Corporation durante a década de 1990.
O IAL foi criado pelo vice-presidente da Intel, Ron Whittier juntamente com Craig Kinnie e Steven McGeady para desenvolver soluções em hardware e software consideradas em falta nos desenvolvedores de PCs OEM e na Microsoft, em fins dos anos 1980 e nos anos 1990.
Em 2001, depois da saída de todos os seus criadores, o IAL foi dissolvido e substituído por vários laboratórios Intel independentes sob o comando de Pat Gelsinger, embora a maior parte dos talentos criativos do IAL tenham sido dispersados pela companhia ou mesmo tenham saído da mesma. Em 2005, os Intel Labs foram reorganizados com o intuito de funcionarem novamente como uma instituição de pesquisa.